# Pomnik Jana Pawła II na dziedzińcu Pałacu Biskupiego (Kraków)
Pomnik Jana Pawła II – pomnik upamiętniający Jana Pawła II, znajdujący się w Krakowie, w dzielnicy I Stare Miasto na dziedzińcu Pałacu Biskupiego przy ul. Franciszkańskiej 3, na Starym Mieście.
Autorką rzeźby jest Włoszka, artystka-rzeźbiarka Jole Sensi Croci, a pomnik to dar artystów włoskich dla Krakowa. Artystka ukazała Jana Pawła II w charakterystycznym geście pozdrawiania wiernych. Rzeźbę podarował Jan Paweł II. Pomnik odsłonięto w 1980 roku i był to pierwszy pomnik Jana Pawła II w Polsce. W następnych dwudziestu pięciu latach, aż do śmierci papieża w 2005 roku, w Polsce postawiono ok. 230 pomników.